# Josef Bach (Filmkomponist)
Josef Bach (* um 1975) ist ein deutscher Filmkomponist und Musiker.

## Leben
Bach wuchs in Trier-Olewig auf und besuchte das Friedrich-Wilhelm-Gymnasium. Nach dem Abitur studierte er in Köln Musik auf Lehramt, bevor er das Studium abbrach und nach Berlin zog. Dort lernte er 2001 bei den Aufnahmen zum Album Herzblut der Band Subway to Sally den Musiker Arne Schumann kennen, mit dem er 2003 die Firma Schumann & Bach gründete. 2005 war Bach gemeinsam mit Till Brönner und Schumann in der Kategorie „Beste Filmmusik“ für den Deutschen Filmpreis nominiert.

## Filmografie (Auswahl)
- 2004: Höllentour
- 2014: Die Einsamkeit des Killers vor dem Schuss
- 2015: Der Nanny
- 2017–2018: You Are Wanted
- 2018: 100 Dinge
- 2021: Hannes
- 2022: Oskars Kleid
- 2022: Over & Out
- 2023: Caveman
- 2024: Servus, Euer Ehren – Endlich Richterin (Fernsehfilm)